# Odax cyanomelas
Odax cyanomelas är en fiskart som först beskrevs av Richardson, 1850.  Odax cyanomelas ingår i släktet Odax och familjen Odacidae. IUCN kategoriserar arten globalt som livskraftig. Inga underarter finns listade i Catalogue of Life.